# Patagônia Rebelde
Patagônia Rebelde (em espanhol: Patagonia rebelde) ou Patagônia Trágica, foi o nome dado ao levante e à repressão violenta de uma greve de trabalhadores rurais na província argentina de Santa Cruz, na Patagônia, entre 1920 e 1922.
A revolta foi reprimida pelo 10º Regimento de Cavalaria do Exército Argentino, do Coronel Héctor Benigno Varela, sob as ordens do Presidente Hipólito Yrigoyen.  Aproximadamente 300 -1.500  trabalhadores rurais foram baleados e mortos pelo 10º Regimento de Cavalaria no decorrer das operações, muitos deles executados por pelotões de fuzilamento após se renderem. A maioria dos executados eram trabalhadores espanhóis e chilenos que procuraram refúgio na Patagônia argentina depois que sua greve na cidade de Puerto Natales, no sul do Chile, em 1919, foi esmagada pelas autoridades chilenas, à custa da morte de quatro carabineiros  e dos escritórios de sua união foram queimados por civis, policiais e militares em Punta Arenas em 27 de julho de 1920.  
Pelo menos dois soldados argentinos (os soldados rasos Fernando Pablo Fischer e Domingo Montenegro), três policiais locais (o sargento Tomás Rosa e os policiais Ernesto Bozán e Juan Campos) e vários proprietários de fazendas e seus parentes também morreram durante o conflito. Segundo as versões bem divulgadas pelo exército e pelos latifundiários, várias das mulheres capturadas foram violadas no levante enquanto as forças rebeldes lutavam pelo controlo do território.   Essas versões foram amplamente desacreditadas.  A narrativa mais detalhada desses eventos é a de Osvaldo Bayer (1972, abaixo), resumida em inglês por Bruce Chatwin em 1976. 

## Antecedentes
A Federación Obrera de Magallanes nasceu no início de 1910 em Punta Arenas, capital do Território Chileno de Colonização de Magalhães e metrópole econômica do sul da Patagônia. O sindicato multinacional se estendeu por toda a região e liderou a formação da Sociedad Obrera de Río Gallegos (Sociedade Operária de Rio Gallegos) no Território Nacional argentino de Santa Cruz, dirigida pelo anarquista espanhol Antonio Soto, conhecido como Gallego Soto.  Santa Cruz era um centro de produção de lã para exportação, com grandes propriedades e frigoríficos ingleses. A baixa procura dos stocks de lã, que se tinham acumulado no final da Primeira Guerra Mundial, e a queda do preço de 9,74 dólares para 3,08 dólares, regressando assim ao nível normal de cotação em tempos de paz, deram origem a uma crise regional. 
Isto afetou proprietários de terras e comerciantes, mas teve um impacto ainda maior sobre os trabalhadores da lã e os trabalhadores rurais, que viviam em condições miseráveis. Com o fim da guerra, o preço das exportações das matérias-primas patagônicas caiu. A jornada normal de trabalho dos trabalhadores daquela época era de 12 horas, a dos tosquiadores e tropeiros era de cerca de 16 horas; os salários eram mínimos e muitas vezes pagos em títulos ou em moeda estrangeira que, quando trocada nas lojas, era levada por um valor inferior. Além disso, o único dia de folga era o domingo. Uma greve de protesto em setembro de 1920 contra as ações arbitrárias da polícia, o boicote de três comerciantes ligados à Sociedad Rural e a prisão dos dirigentes da Sociedad Obrera aprofundaram o confronto.  
Delegados de toda a província vieram discutir as medidas a exigir da Sociedad Rural. Nesta situação, os trabalhadores reunidos na Sociedad Obrera de Río Gallegos apresentaram à direção uma lista de reivindicações para a melhoria das condições de trabalho. Entre outras reivindicações, os trabalhadores solicitavam que não dormissem mais de três homens em 16 metros quadrados, que fosse entregue mensalmente um pacote de velas a cada trabalhador, que não se trabalhasse aos sábados, que fosse melhorada a alimentação, salário mínimo mensal de 100 pesos e reconhecimento da Sociedad Obrera como única representante legítima dos trabalhadores, aceitando a nomeação de um delegado como intermediário entre as partes em conflito. Este documento foi rejeitado pela organização que agrupava os latifundiários e a Sociedad Obrera. A resposta dos trabalhadores foi declarar uma greve geral em toda Santa Cruz. 

## Primeira greve

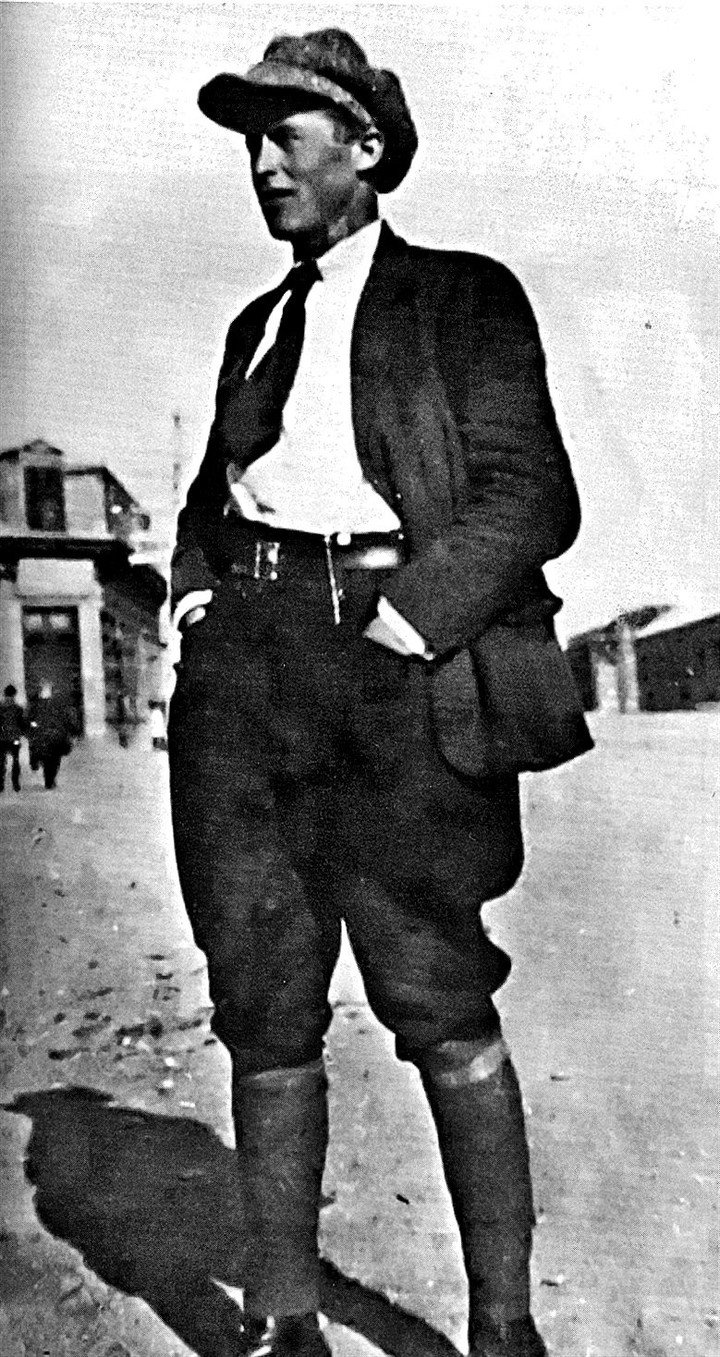
Antonio Soto, o anarquista galego que liderou a greve. Ele foi um dos poucos dirigentes sindicais que sobreviveu ao massacre fugindo para o Chile.

Em 1920, no rescaldo da Primeira Guerra Mundial, o preço da lã caiu significativamente, provocando uma crise económica na criação de ovinos na Patagônia Argentina. A greve ocorreu durante um período em que a Argentina enfrentava uma escassez de trabalhadores e uma recessão económica, o que levou ao aumento dos preços, que apenas começaram a regressar lentamente a uma maior recuperação económica. O medo da revolução e da agitação pode ter ameaçado destruir a sociedade argentina, já que a Revolução Russa funcionou como um impulso moral para os trabalhadores e induziu medo nas classes média e alta da Argentina. Durante os 8 anos anteriores à Rebelde da Patagônia, a economia e o governo argentinos fizeram esforços para se afastar de um modo de produção predominantemente agrícola e tentaram diversificar e industrializar, seguindo uma tendência entre as nações do período. Esperava-se que o período de recuperação económica que precedeu a Rebelde da Patagónia e se seguiu à recessão económica de 1914 fosse menos radical e mais estável do que o período anterior, durante a recessão económica. No entanto, foi marcado por uma série de greves que resultaram em confrontos violentos, com a Patagonia Rebelde seguindo esta tendência. 
A Patagônia Rebelde reflete alguns aspectos da "Semana Trágica (Argentina)",na medida em que foi uma tentativa fracassada de usar um movimento de massas para afetar as condições de trabalho com uma greve, com suas raízes em ideias revolucionárias e anarquistas. O período que antecedeu a Rebelde da Patagônia também foi marcado pelo fortalecimento do movimento feminista na Argentina, que viu mudanças na força de trabalho e colocou as mulheres argentinas em contato com uma ideologia mais radical. Em agosto de 1920 ocorreram várias greves na província de Santa Cruz, seguidas de uma greve geral declarada em 1º de novembro. A maioria dos grevistas eram tosquiadores e trabalhadores rurais. O primeiro confronto armado ocorreu em 2 de janeiro de 1921 perto de El Cerrito, onde quatro policiais e um grevista foram mortos, e dois policiais e um gendarme foram feitos reféns. Outro policial foi baleado e morto numa emboscada no rio Centinela vários dias depois. Os fazendeiros e o governador interino Edelmiro Correa Falcón, ele próprio proprietário de terras, aproveitaram os incidentes para pedir ao governo federal que declarasse estado de emergência em Santa Cruz. À medida que a agitação se espalhava, o governo de Hipólito Yrigoyen ordenou que o 10º Regimento de Cavalaria do Coronel Héctor Benigno Varela fosse imediatamente para a área afetada e a Marinha Argentina apreendeu os vários portos e instalações importantes da província.
O novo chefe da polícia de Santa Cruz, Oscar Schweizer, sob as ordens do novo governador da província, o radical Ángel Ignacio Yza,instruiu Varela a evitar o derramamento de sangue e o coronel do exército conseguiu chegar a um acordo com os grevistas e os fazendeiros, e proibiu o pagamento de salários em dinheiro chileno.Em maio de 1921, o regimento de cavalaria retornou a Buenos Aires, mas sua licença foi cancelada em outubro, quando as greves eclodiram novamente na província, quando os proprietários de fazendas renegaram sua promessa de condições de trabalho mais justas. O líder dos grevistas era um anarquista galego, Antonio Soto, secretário geral da Sociedad Obrera de Río Gallegos, a filial local da Federação Operária Regional Argentina. Manuel Carlés, presidente da Liga Patriótica Argentina, teria interrompido violentamente uma das manifestações dos grevistas em Río Gallegos, com um morto e quatro feridos no confronto resultante. O mês de agosto registrou atividade nos portos de Deseado, Santa Cruz, San Julián e Río Gallegos parou completamente com uma greve geral. Centenas de grevistas considerados anarquistas ou bolcheviques foram presos ou enviados de volta para Buenos Aires. A imprensa de Buenos Aires referiu-se aos grevistas armados como “anarquistas” e “ladrões”. Ao mesmo tempo, o governo chileno ficou alarmado com a perspectiva de enfrentar distúrbios semelhantes no sul do Chile e mobilizou uma forte força de carabineiros sob o comando do coronel Carlos Ibáñez del Campo para a cidade de Puerto Natales. Segundo o historiador Miguel Angel Scenna, o governo argentino logo suspeitou do envio desta força chilena na fronteira chileno-argentina. Segundo o capitão Elbio Carlos Anaya, comandante de companhia do 10º Regimento de Cavalaria, os Carabineiros do Chile guardando as passagens nas montanhas ,deixaram os grevistas irem e voltarem para a Argentina armados com armas e sem qualquer obstáculo por parte das autoridades. No entanto, em 16 de novembro de 1921, o governo chileno finalmente tomou partido e permitiu que o coronel Varela e uma coluna motorizada de 13 soldados tomassem um atalho de 50 km de Rio Turbio para Cancha Carrera através do território chileno, a leste de Puerto Natales, pela atual Rodovia 9.

## Segunda greve e repressão

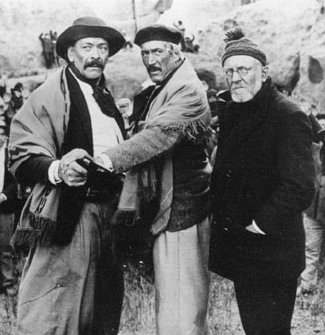
Alguns líderes grevistas como "o gaúcho" Cuello, Facón Grande e Schultz, "o alemão", retratado no filme La Patagonia rebelde de 1974

O 10º Regimento de Cavalaria do Coronel Héctor Benigno Varela recebeu ordem de retornar à província de Santa Cruz em novembro. Os comandantes de sua companhia na segunda expedição foram os capitães Pedro Viñas Ibarra e Pedro E. Camposare. Um destacamento de tropas da Gendarmaria Nacional também foi adicionado à força de cavalaria. Esta unidade partiu para Santa Cruz em 4 de novembro de 1921. Entretanto, quando um grupo de dez grevistas se aproximou da Estância Bremen, o proprietário alemão da fazenda e os seus pais, pressentindo o perigo, tentaram defender a sua propriedade com carabinas e dois grevistas foram mortos e quatro ficaram feridos na troca de tiros. Em resposta, os grevistas fizeram vários proprietários de fazendas e suas famílias como reféns e, segundo consta, mataram e estupraram alguns. Ao desembarcar no porto de Santa Cruz, o 10º Regimento de Cavalaria logo fez sentir sua presença com prisões e execuções arbitrárias. Após um confronto em Punta Alta, o 10º Regimento de Cavalaria libertou 14 reféns. Mas também foi relatado que os soldados mataram cerca de 100 trabalhadores desarmados suspeitos de colaborar com os grevistas, entre eles Santiago González, pedreiro da agência local do Banco Nacional da Argentina (Banco de la Nación Argentina). 
González, um anarquista, foi forçado a cavar a própria cova antes de ser baleado. Albino Argüelles, secretário-geral da Sociedad Obrera de San Julián, ferreiro e membro do Partido Socialista, também foi capturado e fuzilado em novembro de 1921. Em dezembro, um dos proprietários da fazenda, Daniel Ramírez, foi detido sob as ordens do capitão Anaya por ajudar e cooperar ativamente com os grevistas armados. Ramírez foi executado na primeira semana de fevereiro de 1922, após ter sido brutalmente torturado durante mais de uma semana. Sua esposa e vários comerciantes locais intervieram e imploraram por sua vida, mas sem sucesso. Em Paso Ibáñez, uma grande coluna de cerca de 900 grevistas armados desmoralizados tentou negociar uma rendição favorável com o Coronel Varela, mas foi logo rejeitada e recuou para se reagrupar em Río Chico e Estância Bella Vista depois de libertar aqueles que haviam feito reféns. Entretanto, as forças policiais locais caçaram e prenderam ou executaram aqueles que simpatizavam com a revolta armada. 
O regimento de cavalaria capturou cerca de 480 grevistas no interior de Cañadón León, juntamente com 4.000 cavalos e 298 rifles e carabinas e 49 revólveres.  Mais da metade dos capturados em Cañadón León foram executados antes que os pelotões de fuzilamento parassem. O regimento então invadiu as estâncias La Anita e Menéndez Behety e cerca de 80 proprietários de fazendas e suas famílias, bem como policiais e outros civis capturados foram libertados na operação, com cerca de 500 grevistas capturados sendo executados. Os grevistas armados, sabendo que não haveria piedade, fizeram uma última resistência desesperada na estação ferroviária de Tehuelches, mas foram derrotados após uma batalha de uma hora e os sobreviventes marcharam para os pelotões de fuzilamento. Na Estación Tehuelches (hoje Pico Truncado) o exército perdeu o único soldado morto em combate durante a campanha, o soldado Fernando Pablo Fischer.  O outro soldado que morreu nas operações foi outro recruta, Domingo Montenegro, de 19 anos, da Classe 900 (recepção de recrutas em 1900), baleado e morto por engano na escuridão pelo soldado Eusébio Peralta enquanto Montengro voltava ao seu vivac da sentinela deveres, segundo o historiador Osvaldo Bayer, que se referiu aos recrutas depreciativamente como "pobres escravos fuzileiros". 

## Consequências

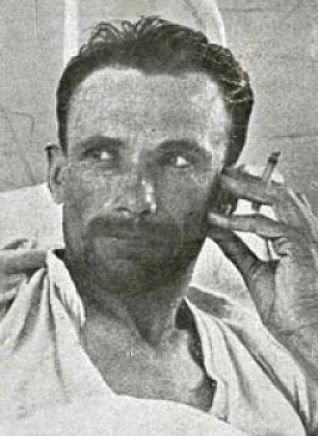
Kurt Gustav Wilckens

A notícia da execução em massa logo chegou a Buenos Aires, mas o governo não convocou uma investigação oficial por medo de repercussões políticas. Os socialistas e anarquistas argentinos, entretanto, prometeram vingança. Kurt Gustav Wilckens, um imigrante alemão de 35 anos da Silésia, havia sido deportado dos Estados Unidos por suas opiniões políticas radicais. Na Argentina, trabalhou como estivador em Ingeniero White e Bahía Blanca, como trabalhador rural em Alto Valle del Río Negro e como correspondente dos jornais anarquistas Alarme de Hamburgo e O Sindicalista de Berlim. Embora afirmasse ser um adepto do pacifismo de Tolstói, Wilckens matou Varela em um ataque com arma de fogo e bomba fora da casa recentemente adquirida do oficial em Humboldt-Santa Fé, em janeiro de 1923, por causa de seu desejo de "ferir através dele o ídolo descarado de um sistema penal". 
Ao saber do assassinato, o presidente argentino Yrigoyen providenciou para que a casa que o coronel vinha pagando fosse dada de presente à viúva de Varela, embora o casal só recentemente tivesse se comprometido a comprá-la. O próprio Wilckens foi morto na prisão de Villa Devoto enquanto aguardava a sentença, por José Pérez Millán Temperley, um jovem de uma família aristocrática pertencente à Liga Patriótica. Pérez Millán serviu na Patagônia. Ele era o gendarme feito refém pelos grevistas após o tiroteio em El Cerrito, em 1921, e também era parente distante de Varela.  A notícia da morte de Wilckens levou a uma greve geral nas docas e ao incêndio de bondes, além de prisões, feridos e mortes, mas alcançou, segundo o historiador Otto Vargas, "um milagre incrível na unificação da classe trabalhadora dividida na Argentina".  Pérez Millán foi considerado culpado de homicídio culposo e condenado a oito anos de prisão. No entanto, ele foi declarado louco 14 meses depois e internado no hospital psiquiátrico Las Mercedes, em Buenos Aires, onde acabou sendo baleado e morto por outro preso instigado pelo anarquista russo Boris Wladimirovich. 
Em junho de 1921, os parlamentares argentinos debateram uma proposta de lei que dava ao Estado o poder de controlar os sindicatos, declarar as greves ilegais e reimpor a jornada de trabalho de dez horas. Este debate provocou a condenação popular numa manifestação apoiada por todos os lados, seguida de uma greve geral e da declaração do estado de emergência em todo o país. 
A repressão das greves de 1920-1922 culminou tanto com o movimento operário patagônico quanto com a colonização inicial do sul da Patagônia e da Terra do Fogo, e inaugurou a criação efetiva de patrulhas fronteiriças pelos militares argentinos e chilenos. 

## Filmografia
O filme "La Patagonia rebelde", de 1974, dirigido por Héctor Olivera e roteirizado por Osvaldo Bayer, recria esse massacre. Foi censurado primeiro pelo então presidente Juan Domingo Perón e finalmente aprovado em 12 de junho daquele ano por sua decisão. Após a morte de Perón foi censurado, mais uma vez, em 12 de outubro pelo governo de Isabel Perón. O filme só pôde ser exibido com o retorno da democracia formal em 1984. O filme ganhou o prêmio "Oso de Plata" na Berlinale em 1974. 
Em 1996 foi lançado o filme "Flores amarillas en la ventana" (Flores amarelas na janela), dirigido por Victor Jorge Ruiz. Recria alguns dos acontecimentos de 1921 que deixaram marcas na paisagem e na memória coletiva da população patagônica, com alguns monumentos semidestruídos e murais comemorativos. 
Em 2006 foi lançado o documentário “La vuelta de Osvaldo Bayer”, dirigido por Eduardo Anguita. Neste documentário, Anguita recria, junto com a orientação de Bayer, as paisagens e os vestígios deixados na memória coletiva da população patagônica. 

## Literatura
No conto “De cómo murió el chilote Ote” (Como morreu o chilote Otey), Francisco Coloane revive um episódio ambientado nos últimos dias da greve. Enquanto cerca de 850 trabalhadores sob o comando de Facón Grande fogem em direção à montanha Paine e à fronteira com o Chile, outros 40, entre eles os chilotes Otey e Rivera, decidem morrer por seus companheiros e permanecem barricados em um armazém para fazer os homens de Varela perderem tempo em combate.  Durante a narrativa, os personagens apresentam versões das causas e acontecimentos da greve e também refletem sobre a discriminação sofrida pelos chilotes na Patagônia. 
O livro de David Viñas, "Los dueños de la tierra" (Os donos da terra), também narra a história dos acontecimentos na Patagônia Rebelde, através da história do mediador enviado pelo governo radical para resolver o conflito de forma pacífica antes da intervenção militar. 
Pavel Oyarzún, romancista e poeta nascido em Punta Arenas (Chile), escreveu em 2004 o romance "El Paso del Diablo" (A Passagem do Diabo), no qual descreve a fuga dos trabalhadores que entraram em greve e que foram perseguidos pelo soldados do 10º Regimento de Cavalaria. 